# Herb Zakliczyna
Herb Zakliczyna – jeden z symboli miasta Zakliczyn i gminy Zakliczyn w postaci herbu.

## Wygląd i symbolika
Herb przedstawia w polu srebrnym trzy trąby czarne w formie triskelionu, z okuciami złotymi, połączone w środku ustnikami.
Herb jest podobny do herbu posiadanego przez miasto Dukla.

## Historia
Herb miasta to odmieniony herb Trąby rodu Jordanów z Zakliczyna koło Myślenic (gmina Siepraw). Miasto lokował wojewoda krakowski Spytek Wawrzyniec Jordan w 1557 r. Herb występuje na pieczęci miejskiej z drugiej połowy XVI w. W 1934 r. Zakliczyn stracił prawa miejskie i tym samym prawo do używania herbu. Pod koniec lipca 2005 Rada Ministrów podjęła decyzję o przywróceniu praw miejskich wraz z herbem z dniem 1 stycznia 2006 roku.